# Basta!
Basta! è un singolo della cantautrice pop italiana L'Aura, pubblicato il 29 febbraio 2008 dall'etichetta discografica Sony BMG.
È stato il primo singolo estratto dal terzo album della cantautrice, la raccolta L'Aura.

## Il brano
Il brano, scritto dalla stessa L'Aura e prodotto da Enrique Gonzalez Müller, è stato presentato dalla cantante al Festival di Sanremo 2008, nella categoria "Big" e si è classificato 13º. Nella serata dei duetti, durante la quale i partecipanti potevano interpretare il loro brano insieme ad un altro artista, L'Aura ha presentato al pubblico una versione della canzone insieme al gruppo musicale Rezophonic.
Inno contro la guerra, il brano è stato inserito nel terzo disco della cantante, la raccolta L'Aura, uscita in occasione della partecipazione dell'artista alla nota manifestazione musicale. Pur non essendo entrato nella rosa dei dieci finalisti della manifestazione, il singolo ha riscosso un buon successo commerciale, raggiungendo la posizione numero 17 della classifica italiana dei singoli.
In seguito la cantante, con tale canzone, si è candidata per rappresentare San Marino all'Eurovision Song Contest 2008, senza tuttavia essere scelta.
Il brano è stato premiato con il Premio Lunezia per il valore musicale e letterario.

## Il video
Per la promozione del brano è stato anche realizzato un video musicale, girato da Marco Salom, premiato nel mese di novembre del 2008 al "Premio Videoclip Italiano 2008", nella sezione donne.

## Tracce
1. Basta! – 3:39

## Classifiche
| Classifica (2008) | Posizione |
| ----------------- | --------- |
| Italia            | 17        |